# Cliomantis dispar
Cliomantis dispar är en bönsyrseart som beskrevs av Tindale 1923. Cliomantis dispar ingår i släktet Cliomantis och familjen Amorphoscelidae. Inga underarter finns listade i Catalogue of Life.